# Allorhizie

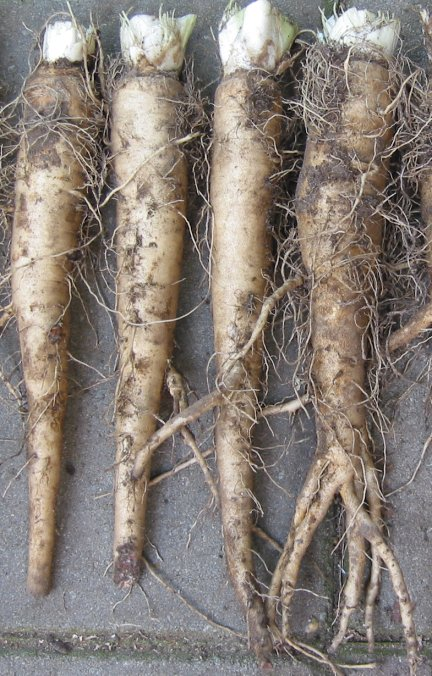
Allorhize Bewurzelung des Chicorées

Die Allorhizie ist ein Bewurzelungstyp der Dikotylen (Zweikeimblättrigen), der der Homorhizie gegenübersteht.
Wächst der Wurzelpol direkt zu einer Hauptwurzel aus, die sich stärker entwickelt als die Seitenwurzeln, so nennt man ein solches Wurzelsystem allorhiz. Die Hauptwurzel wächst senkrecht in den Boden hinein (positiv geotrop) und die Seitenwurzeln 1. Ordnung zweigen horizontal von dieser ab (plagiogeotrop). Falls das Wachstum der Hauptwurzel bei Vergrößerung des Wurzelsystems stark gefördert ist, so spricht man von einer Pfahlwurzel; bleibt es hinter dem der Seitenwurzeln zurück, von Flachwurzel. Die Richtung des positiv geotropen Wachstums, analog zum negativ geotropen Wachstum der Sprossachse, wird durch von der Erdbeschleunigung angezogenen Stärkekörnchen, den Statolithen, angezeigt.
Der Begriff setzt sich zusammen aus der altgriechischen Vorsilbe ἄλλος állo(s), deutsch ‚verschieden‘ und altgriechisch ῥίζωμα rhizoma, deutsch ‚Eingewurzeltes‘.